# Lední hokej na Zimních olympijských hrách 2018 – turnaj muži

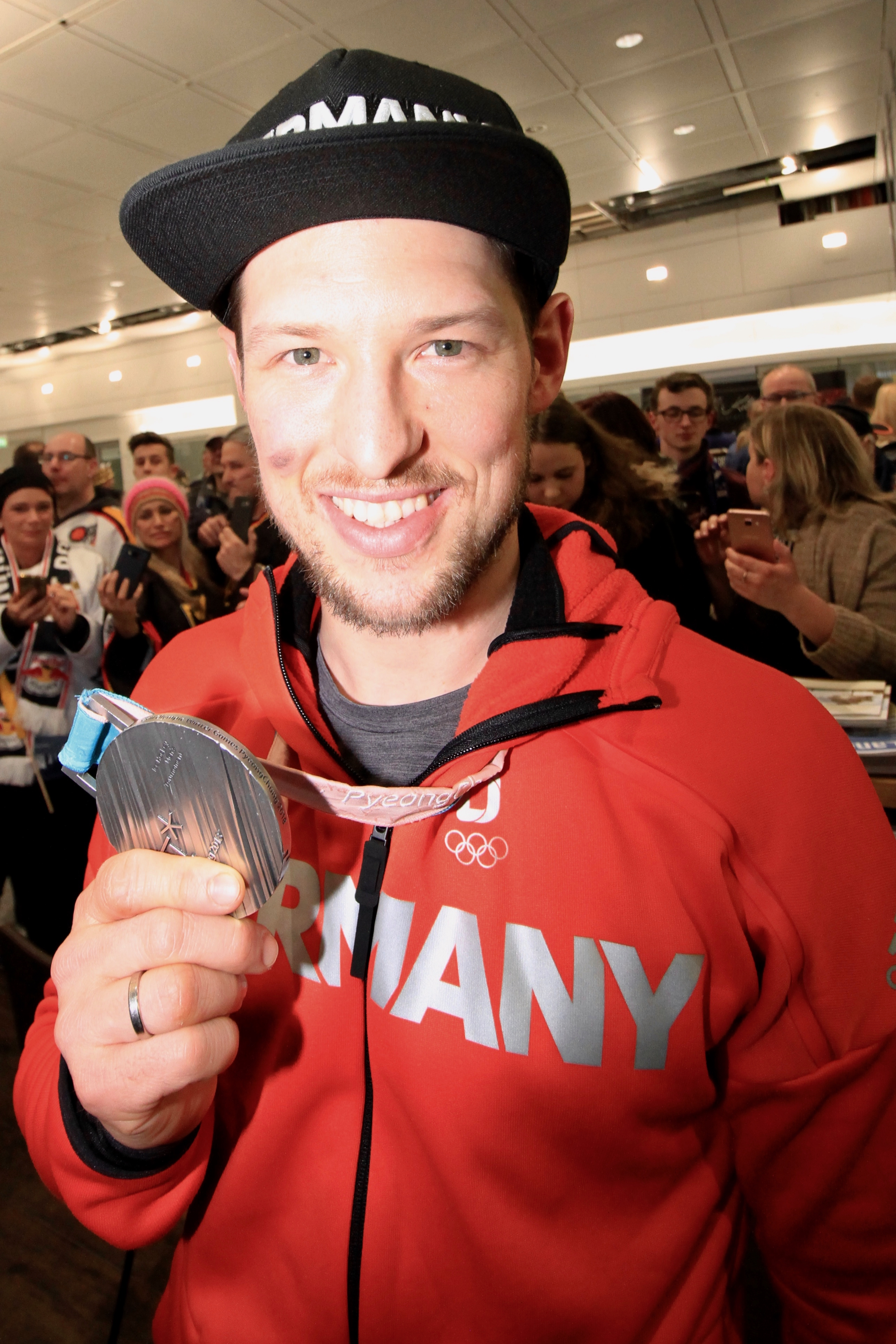
Patrick Hager se stříbrnou medailí.

Hokejový turnaj mužů na Zimních olympijských hrách 2018 probíhal v Pchjongčchangu v Jižní Koreji od 14. do 25. února 2018 na zimních stadionech Kangnung a Kwandong.

## Kvalifikované týmy
Čísla v závorce označují pořadí týmů ve světovém žebříčku, které je rozhodující pro nasazení do jednotlivých skupin.
Skupina A
- Kanada (1)
- Česko (6)
- Švýcarsko (7)
- Jižní Korea (23)

Skupina B
- Olympijští sportovci z Ruska (2)
- USA (5)
- Slovensko (8)
- Slovinsko (14)

Skupina C
- Švédsko (3)
- Finsko (4)
- Norsko (11)
- Německo (13)

## Legenda
Toto je seznam vysvětlivek použitých v souhrnech odehraných zápasů.
| - PH1 – Branka v přesilové hře (5 na 4) - PH2 – Branka v přesilové hře (5 na 3) - VO1 – Branka v oslabení (4 na 5) | - VO2 – Branka v oslabení (3 na 5) - SV – Gól při signalizovaném vyloučení - PB – Gól do prázdné branky | - PP – Gól při odvolání brankáře (power play) - ts. – Gól z trestného střílení - vla. – Vlastní gól | - TG – Technický gól |

## Herní systém
Celkem 12 účastníků bylo podle umístění v žebříčku IIHF 2015 nasazeno do tří skupin po čtyřech týmech. Ve skupinách se utkal každý s každým. Poté byly týmy seřazeny do žebříčku od 1 do 12 na základě výsledků v základních skupinách. V žebříčku rozhodovala tato kritéria:
1. vyšší umístění ve skupině
2. vyšší počet bodů
3. lepší rozdíl vstřelených a inkasovaných branek
4. vyšší počet vstřelených branek
5. lepší umístění v žebříčku IIHF 2015

Vítězové skupin a nejlepší druhý tým byli následně nasazení přímo do čtvrtfinále. Zbývajících osm týmu bylo podle výše uvedeného žebříčku nasazeno do kvalifikace o čtvrtfinále tak, že hrál pátý s dvanáctým, šestý s jedenáctým, sedmý s desátým a osmý s devátým. Vítězové se pak střetli s přímo nasazenými o postup do semifinále. Vítězové semifinále hráli finále a poražení semifinalisté o třetí místo.
Český tým byl zařazen do skupiny A a dějištěm jeho zápasů tak byl Kangnung. Podle hokejového programu byl českému týmu pro zápasy ve skupině stanovený 15., 17., 18. únor, pak již následují zápasy playoff a čtvrtfinále, semifinále a finále rozdělené na zápas o 3 místo a o den později, 25. února, o zlatou medaili.

## Základní skupiny

### Skupina A
| Poř. | Tým         | Z | V | VP | PP | P | GV | GI | +/- | B |
| ---- | ----------- | - | - | -- | -- | - | -- | -- | --- | - |
| 1.   | Česko       | 3 | 2 | 1  | 0  | 0 | 9  | 4  | +5  | 8 |
| 2.   | Kanada      | 3 | 2 | 0  | 1  | 0 | 11 | 4  | +7  | 7 |
| 3.   | Švýcarsko   | 3 | 1 | 0  | 0  | 2 | 10 | 9  | +1  | 3 |
| 4.   | Jižní Korea | 3 | 0 | 0  | 0  | 3 | 1  | 14 | −13 | 0 |

Všechny časy jsou místní (UTC+9), tj. SEČ+8.
| 15. února 2018 21:10 | Česko | 2:1 (2:1, 0:0, 0:0) | Jižní Korea | Hokejový stadion Kangnung Návštěvnost: 6 025 |  |

| Report                                                                                                | |             |                                                 |                                                                             |
| Pavel Francouz                                                                                        | Pavel Francouz                                                                                        | Brankáři    | Matthew Dalton                                  | Rozhodčí: Mark Lemelin Linus Öhlund Čároví: Henrik Pihlblad Sakari Suominen |
| 11:59' Jan Kovář (Michal Řepík, Jiří Sekáč) 16:18' Michal Řepík (Michal Birner, Pavel Francouz) (VO1) | 11:59' Jan Kovář (Michal Řepík, Jiří Sekáč) 16:18' Michal Řepík (Michal Birner, Pavel Francouz) (VO1) | 0:1 1:1 2:1 | 7:34' Čo Min-ho (Brock Radunske, Michael Swift) | Rozhodčí: Mark Lemelin Linus Öhlund Čároví: Henrik Pihlblad Sakari Suominen |
| 8 min                                                                                                 | 8 min                                                                                                 | Tresty      | 6 min                                           | Rozhodčí: Mark Lemelin Linus Öhlund Čároví: Henrik Pihlblad Sakari Suominen |
| 40 | 40 | Střely      | 18                                              | Rozhodčí: Mark Lemelin Linus Öhlund Čároví: Henrik Pihlblad Sakari Suominen |

| 15. února 2018 21:10 | Švýcarsko | 1:5 (0:2, 0:2, 1:1) | Kanada | Hokejový stadion Kwangdong Návštěvnost: 2 802 |  |

| Report                                                      |                                                             |                         | |                                                                                     |
| Leonardo Genoni (od 26. min. Jonas Hiller)                  | Leonardo Genoni (od 26. min. Jonas Hiller)                  | Brankáři                | Ben Scrivens | Rozhodčí: Antonín Jeřábek Konstantin Olenin Čároví: Jimmy Dahmen Alexander Otmakhov |
| 47:33' Simon Moser (Thomas Ruefenacht, Andres Ambühl) (PH1) | 47:33' Simon Moser (Thomas Ruefenacht, Andres Ambühl) (PH1) | 0:1 0:2 0:3 0:4 1:4 1:5 | 2:57' René Bourque (Chris Lee, Derek Roy) 7:30' Maxim Noreau (Chris Lee, Derek Roy) (PH1) 25:00' René Bourque (Derek Roy) (PH1) 25:52' Wojtek Wolski (Maxim Noreau) 54:53' Wojtek Wolski (Chris Kelly, Andrew Ebbett) (PB) | Rozhodčí: Antonín Jeřábek Konstantin Olenin Čároví: Jimmy Dahmen Alexander Otmakhov |
| 6 min                                                       | 6 min                                                       | Tresty                  | 6 min | Rozhodčí: Antonín Jeřábek Konstantin Olenin Čároví: Jimmy Dahmen Alexander Otmakhov |
| 29                                                          | 29                                                          | Střely                  | 28 | Rozhodčí: Antonín Jeřábek Konstantin Olenin Čároví: Jimmy Dahmen Alexander Otmakhov |

| 17. února 2018 12:10 | Kanada | 2:3 SN (2:1, 0:1, 0:0, 0:0, 0:1) | Česko | Hokejový stadion Kangnung Návštěvnost: 6 731 |  |

| Report | |                                                    | |                                                                         |
| Ben Scrivens | Ben Scrivens | Brankáři                                           | Pavel Francouz | Rozhodčí: Roman Gofman Anssi Salonen Čároví: Gleb Lazarev Judson Ritter |
| 1:13' Mason Raymond (Linden Vey, Marc-André Gragnani) (PH1) 13:30' René Bourque (Maxim Noreau, Gilbert Brulé) (PH1) Maxim Lapierre Wojtek Wolski Derek Roy René Bourque Maxim Noreau | 1:13' Mason Raymond (Linden Vey, Marc-André Gragnani) (PH1) 13:30' René Bourque (Maxim Noreau, Gilbert Brulé) (PH1) Maxim Lapierre Wojtek Wolski Derek Roy René Bourque Maxim Noreau | 1:0 1:1 2:1 2:2 Samostatné nájezdy 0:0 1:0 1:1 1:2 | 6:52' Dominik Kubalík 20:25' Michal Jordán (Michal Birner, Roman Horák) Martin Růžička Petr Koukal Jan Kovář Roman Červenka | Rozhodčí: Roman Gofman Anssi Salonen Čároví: Gleb Lazarev Judson Ritter |
| 6 min | 6 min | Tresty                                             | 10 min | Rozhodčí: Roman Gofman Anssi Salonen Čároví: Gleb Lazarev Judson Ritter |
| 33 | 33 | Střely                                             | 20 | Rozhodčí: Roman Gofman Anssi Salonen Čároví: Gleb Lazarev Judson Ritter |

| 17. února 2018 16:40 | Jižní Korea | 0:8 (0:1, 0:2, 0:5) | Švýcarsko | Hokejový stadion Kangnung Návštěvnost: 6568 |  |

| Report                                  |                                         |                                 | |                                                                              |
| Matthew Dalton (od 46 min. Song-če Pak) | Matthew Dalton (od 46 min. Song-če Pak) | Brankáři                        | Jonas Hiller | Rozhodčí: Jan Hribik Aleksi Rantala Čároví: Miroslav Lhotský Fraser McIntyre |
|                                         |                                         | 0:1 0:2 0:3 0:4 0:5 0:6 0:7 0:8 | 10:23' Denis Hollenstein (Gaetan Haas, Romain Loeffel) 27:36' Félicien du Bois 35:55' Pius Suter (Fabrice Herzog) 43:50' Thomas Rüfenacht (Ramon Untersander, Cody Almond) 45:17' Pius Suter (Andres Ambühl, Simon Moser) 46:45' Reto Schappi (Cody Almond, Patrick Geering) 51:24' Pius Suter (Patrick Geering, Andres Ambühl) 55:10' Enzo Corvi (Gregory Hofmann, Félicien du Bois) | Rozhodčí: Jan Hribik Aleksi Rantala Čároví: Miroslav Lhotský Fraser McIntyre |
| 8 min                                   | 8 min                                   | Tresty                          | 10 min | Rozhodčí: Jan Hribik Aleksi Rantala Čároví: Miroslav Lhotský Fraser McIntyre |
| 25                                      | 25                                      | Střely                          | 34 | Rozhodčí: Jan Hribik Aleksi Rantala Čároví: Miroslav Lhotský Fraser McIntyre |

| 18. února 2018 16:40 | Česko | 4:1 (1:1, 0:0, 3:0) | Švýcarsko | Hokejový stadion Kangnung Návštěvnost: 6 137 |  |

| Report | |                     |                                                     |                                                                                  |
| Pavel Francouz | Pavel Francouz | Brankáři            | Jonas Hiller                                        | Rozhodčí: Brett Iverson Konstantin Olenin Čároví: Judson Ritter Nathan Vanoosten |
| 7:09' Michal Řepík (Martin Erat, Roman Horák) (PH1) 43:02' Dominik Kubalík (Jan Kovář, Jan Kolář) 58:40' Roman Červenka (Jan Kolář) (PB) 59:11' Michal Řepík (Michal Birner, Jakub Nakládal) (PB) | 7:09' Michal Řepík (Martin Erat, Roman Horák) (PH1) 43:02' Dominik Kubalík (Jan Kovář, Jan Kolář) 58:40' Roman Červenka (Jan Kolář) (PB) 59:11' Michal Řepík (Michal Birner, Jakub Nakládal) (PB) | 1:0 1:1 2:1 3:1 4:1 | 14:47' Thomas Rüfenacht (Andres Ambühl, Pius Suter) | Rozhodčí: Brett Iverson Konstantin Olenin Čároví: Judson Ritter Nathan Vanoosten |
| 10 min | 10 min | Tresty              | 2 min                                               | Rozhodčí: Brett Iverson Konstantin Olenin Čároví: Judson Ritter Nathan Vanoosten |
| 28 | 28 | Střely              | 29                                                  | Rozhodčí: Brett Iverson Konstantin Olenin Čároví: Judson Ritter Nathan Vanoosten |

| 18. února 2018 21:10 | Kanada | 4:0 (1:0, 1:0, 2:0) | Jižní Korea | Hokejový stadion Kangnung |  |

| Report | |                 |             |                                                                         |
| Kevin Poulin | Kevin Poulin | Brankáři        | Matt Dalton | Rozhodčí: Jozef Kubuš Daniel Stricker Čároví: Vít Lederer Nicolas Fluri |
| 7:39' Christian Thomas (Chay Genoway, Wojtek Wolski) 34:22' Eric O'Dell (Marc-André Gragnani, Rob Klinkgammer) 43:43' Maxim Lapierre (Derek Roy) 58:02' Gilbert Brulé (Chris Lee, Derek Roy) (PB) | 7:39' Christian Thomas (Chay Genoway, Wojtek Wolski) 34:22' Eric O'Dell (Marc-André Gragnani, Rob Klinkgammer) 43:43' Maxim Lapierre (Derek Roy) 58:02' Gilbert Brulé (Chris Lee, Derek Roy) (PB) | 1:0 2:0 3:0 4:0 |             | Rozhodčí: Jozef Kubuš Daniel Stricker Čároví: Vít Lederer Nicolas Fluri |
| 8 min | 8 min | Tresty          | 8 min       | Rozhodčí: Jozef Kubuš Daniel Stricker Čároví: Vít Lederer Nicolas Fluri |
| 49 | 49 | Střely          | 19          | Rozhodčí: Jozef Kubuš Daniel Stricker Čároví: Vít Lederer Nicolas Fluri |

### Skupina B
| Poř. | Tým                   | Z | V | VP | PP | P | GV | GI | +/- | B |
| ---- | --------------------- | - | - | -- | -- | - | -- | -- | --- | - |
| 1.   | Olymp. sport. z Ruska | 3 | 2 | 0  | 0  | 1 | 14 | 5  | +9  | 6 |
| 2.   | Slovinsko             | 3 | 0 | 2  | 0  | 1 | 8  | 12 | −4  | 4 |
| 3.   | USA                   | 3 | 1 | 0  | 1  | 1 | 4  | 8  | −4  | 4 |
| 4.   | Slovensko             | 3 | 1 | 0  | 1  | 1 | 6  | 7  | −1  | 4 |

Všechny časy jsou místní (UTC+9), tj. SEČ+8.
| 14. února 2018 21:10 | Slovensko | 3:2 (2:2, 0:0, 1:0) | Olympijští sportovci z Ruska | Hokejový stadion Kangnung Návštěvnost: 4 025 |  |

| Report | |                     | |                                                                             |
| Branislav Konrád | Branislav Konrád | Brankáři            | Vasilij Košečkin                                                                                   | Rozhodčí: Brett Iverson Aleksi Rantala Čároví: Vít Lederer Nathan Vanoosten |
| 16:05' Peter Ölvecký (Dominik Graňák) 17:55' Martin Bakoš 48:30' Peter Čerešňák (Marcel Haščák, Martin Bakoš) (PH1) | 16:05' Peter Ölvecký (Dominik Graňák) 17:55' Martin Bakoš 48:30' Peter Čerešňák (Marcel Haščák, Martin Bakoš) (PH1) | 0:1 0:2 1:2 2:2 3:2 | 2:54' Vladislav Gavrikov (Vyacheslav Vojnov, Sergei Shirokov) 4:08' Kirill Kaprizov (Nikita Gusev) | Rozhodčí: Brett Iverson Aleksi Rantala Čároví: Vít Lederer Nathan Vanoosten |
| 12 min | 12 min | Tresty              | 10 min                                                                                             | Rozhodčí: Brett Iverson Aleksi Rantala Čároví: Vít Lederer Nathan Vanoosten |
| 19 | 19 | Střely              | 22                                                                                                 | Rozhodčí: Brett Iverson Aleksi Rantala Čároví: Vít Lederer Nathan Vanoosten |

| 14. února 2018 21:10 | USA | 2:3 PP (1:0, 1:0, 0:2, 0:1) | Slovinsko | Hokejový stadion Kwangdong Návštěvnost: 3 348 |  |

| Report | |                     | |                                                                           |
| Ryan Zapolski                                                                                             | Ryan Zapolski                                                                                             | Brankáři            | Gašper Krošelj | Rozhodčí: Jan Hribik Anssi Salonen Čároví: Roman Kaderli Lukas Kohlmüller |
| 17:44' Brian O'Neill (Garrett Roe, Ryan Donato) 32:57' Jordan Greenway (Brian O'Neill, Bobby Sanguinetti) | 17:44' Brian O'Neill (Garrett Roe, Ryan Donato) 32:57' Jordan Greenway (Brian O'Neill, Bobby Sanguinetti) | 1:0 2:0 2:1 2:2 2:3 | 45:49' Jan Urbas (Blaž Gregorc, Luka Vidmar) 58:23' Jan Muršak (Blaž Gregorc, Miha Verlič) 60:38' Jan Muršak (Rok Tičar, Jan Urbas) | Rozhodčí: Jan Hribik Anssi Salonen Čároví: Roman Kaderli Lukas Kohlmüller |
| 6 min | 6 min | Tresty              | 6 min | Rozhodčí: Jan Hribik Anssi Salonen Čároví: Roman Kaderli Lukas Kohlmüller |
| 36 | 36 | Střely              | 25 | Rozhodčí: Jan Hribik Anssi Salonen Čároví: Roman Kaderli Lukas Kohlmüller |

| 16. února 2018 12:10 | USA | 2:1 (1:1, 0:0, 1:0) | Slovensko | Hokejový stadion Kangnung Návštěvnost: 5 652 |  |

| Report | |             |                                                      |                                                                                |
| Ryan Zapolski                                                                                                | Ryan Zapolski                                                                                                | Brankáři    | Ján Laco                                             | Rozhodčí: Olivier Gouin Tobias Wehrli Čároví: Nicolas Fluri Alexander Otmakhov |
| 7:10' Ryan Donato (Troy Terry, Chris Bourque) (PH1) 42:51' Ryan Donato (Mark Arcobello, Chris Bourque) (PH1) | 7:10' Ryan Donato (Troy Terry, Chris Bourque) (PH1) 42:51' Ryan Donato (Mark Arcobello, Chris Bourque) (PH1) | 1:0 1:1 2:1 | 7:35' Andrej Kudrna (Tomáš Surový, Michal Čajkovský) | Rozhodčí: Olivier Gouin Tobias Wehrli Čároví: Nicolas Fluri Alexander Otmakhov |
| 4 min | 4 min | Tresty      | 10 min                                               | Rozhodčí: Olivier Gouin Tobias Wehrli Čároví: Nicolas Fluri Alexander Otmakhov |
| 31 | 31 | Střely      | 22                                                   | Rozhodčí: Olivier Gouin Tobias Wehrli Čároví: Nicolas Fluri Alexander Otmakhov |

| 16. února 2018 16:40 | Olympijští sportovci z Ruska | 8:2 (2:0, 4:1, 2:1) | Slovinsko | Hokejový stadion Kangnung Návštěvnost: 6 018 |  |

| Report | |                                         |                                                                |                                                                                |
| Vasilij Košečkin (od 40. min. Ilja Sorokin) | Vasilij Košečkin (od 40. min. Ilja Sorokin) | Brankáři                                | Luka Gračnar                                                   | Rozhodčí: Mark Lemelin Daniel Stricker Čároví: Lukas Kohlmüller Hannu Sormunen |
| 18:23' Sergej Mozjakin (Pavel Datsyuk, Nikita Gusev) (PH1) 18:45' Ilja Kovalčuk (Yegor Yakovlev, Sergej Andronov) 26:00' Alexander Barabanov (Mikhail Grigorenko, Sergej Kalinin) (PH1) 28:48' Ilja Kablukov (Ilja Kovalčuk, Artyom Zub) 30:02' Kirill Kaprizov (Nikita Gusev, Bogdan Kiselevich) 37:16' Ilja Kovalčuk (Sergej Kalinin, Sergej Andronov) 41:15' Kirill Kaprizov (Pavel Datsyuk, Bogdan Kiselevich) 47:12' Kirill Kaprizov (Artyom Zub, Nikita Gusev) | 18:23' Sergej Mozjakin (Pavel Datsyuk, Nikita Gusev) (PH1) 18:45' Ilja Kovalčuk (Yegor Yakovlev, Sergej Andronov) 26:00' Alexander Barabanov (Mikhail Grigorenko, Sergej Kalinin) (PH1) 28:48' Ilja Kablukov (Ilja Kovalčuk, Artyom Zub) 30:02' Kirill Kaprizov (Nikita Gusev, Bogdan Kiselevich) 37:16' Ilja Kovalčuk (Sergej Kalinin, Sergej Andronov) 41:15' Kirill Kaprizov (Pavel Datsyuk, Bogdan Kiselevich) 47:12' Kirill Kaprizov (Artyom Zub, Nikita Gusev) | 1:0 2:0 3:0 4:0 5:0 5:1 6:1 7:1 8:1 8:2 | 33:31' Jan Muršak (Miha Verlič, Anže Kuralt) 59:27' Žiga Pance | Rozhodčí: Mark Lemelin Daniel Stricker Čároví: Lukas Kohlmüller Hannu Sormunen |
| 8 min | 8 min | Tresty                                  | 6 min                                                          | Rozhodčí: Mark Lemelin Daniel Stricker Čároví: Lukas Kohlmüller Hannu Sormunen |
| 34 | 34 | Střely                                  | 15                                                             | Rozhodčí: Mark Lemelin Daniel Stricker Čároví: Lukas Kohlmüller Hannu Sormunen |

| 17. února 2018 21:10 | Olympijští sportovci z Ruska | 4:0 (1:0, 2:0, 1:0) | USA | Hokejový stadion Kangnung Návštěvnost: 6 473 |  |

| Report | |                 |               |                                                                      |
| Vasilij Košečkin | Vasilij Košečkin | Brankáři        | Ryan Zapolski | Rozhodčí: Jozef Kubuš Linus Öhlund Čároví: Vít Lederer Nicolas Fluri |
| 7:21' Nikolaj Prokhorkin (Sergej Mozjakin, Alexander Barabanov) 22:14' Nikolaj Prokhorkin (Sergej Širokov, Sergej Mozjakin) 39:59' Ilja Kovalčuk (Sergej Andronov) 40:28' Ilja Kovalčuk (Vyacheslav Vojnov, Sergej Andronov) | 7:21' Nikolaj Prokhorkin (Sergej Mozjakin, Alexander Barabanov) 22:14' Nikolaj Prokhorkin (Sergej Širokov, Sergej Mozjakin) 39:59' Ilja Kovalčuk (Sergej Andronov) 40:28' Ilja Kovalčuk (Vyacheslav Vojnov, Sergej Andronov) | 1:0 2:0 3:0 4:0 |               | Rozhodčí: Jozef Kubuš Linus Öhlund Čároví: Vít Lederer Nicolas Fluri |
| 10 min | 10 min | Tresty          | 10 min        | Rozhodčí: Jozef Kubuš Linus Öhlund Čároví: Vít Lederer Nicolas Fluri |
| 26 | 26 | Střely          | 29            | Rozhodčí: Jozef Kubuš Linus Öhlund Čároví: Vít Lederer Nicolas Fluri |

| 17. února 2018 21:10 | Slovinsko | 3:2 SN (0:0, 2:1, 0:1, 0:0, 1:0) | Slovensko | Hokejový stadion Kwangdong Návštěvnost: 4 085 |  |

| Report | |                                                    | |                                                                                |
| Gašper Krošelj | Gašper Krošelj | Brankáři                                           | Branislav Konrád | Rozhodčí: Antonín Jeřábek Timothy Mayer Čároví: Hannu Sormunen Sakari Suominen |
| 21:00' Blaž Gregorc (Jan Muršak, Anže Kuralt) (PH1) 24:16' Anže Kuralt (Jan Muršak, Blaž Gregorc) (PH1) Rok Tičar Jan Urbas Jan Muršak Robert Sabolič Žiga Jeglič | 21:00' Blaž Gregorc (Jan Muršak, Anže Kuralt) (PH1) 24:16' Anže Kuralt (Jan Muršak, Blaž Gregorc) (PH1) Rok Tičar Jan Urbas Jan Muršak Robert Sabolič Žiga Jeglič | 1:0 2:0 2:1 2:2 Samostatné nájezdy 0:0 1:0 1:1 2:1 | 35:43' Miloš Bubela (Peter Čerešňák, Dominik Graňák) (PH1) 45:56' Marcel Haščák (Dominik Graňák, Peter Čerešňák) Andrej Kudrna Peter Ölvecký Martin Bakoš Ladislav Nagy Marcel Haščák | Rozhodčí: Antonín Jeřábek Timothy Mayer Čároví: Hannu Sormunen Sakari Suominen |
| 4 min | 4 min | Tresty                                             | 8 min | Rozhodčí: Antonín Jeřábek Timothy Mayer Čároví: Hannu Sormunen Sakari Suominen |
| 29 | 29 | Střely                                             | 25 | Rozhodčí: Antonín Jeřábek Timothy Mayer Čároví: Hannu Sormunen Sakari Suominen |

### Skupina C
| Poř. | Tým     | Z | V | VP | PP | P | GV | GI | +/- | B |
| ---- | ------- | - | - | -- | -- | - | -- | -- | --- | - |
| 1.   | Švédsko | 3 | 3 | 0  | 0  | 0 | 8  | 1  | +7  | 9 |
| 2.   | Finsko  | 3 | 2 | 0  | 0  | 1 | 11 | 6  | +5  | 6 |
| 3.   | Německo | 3 | 0 | 1  | 0  | 2 | 4  | 7  | −3  | 2 |
| 4.   | Norsko  | 3 | 0 | 0  | 1  | 2 | 2  | 11 | −9  | 1 |

Všechny časy jsou místní (UTC+9), tj. SEČ+8.
| 15. února 2018 12:10 | Finsko | 5:2 (2:1, 2:0, 1:1) | Německo | Hokejový stadion Kangnung Návštěvnost: 3 695 |  |

| Report | |                             |                                                                               |                                                                       |
| Mikko Koskinen | Mikko Koskinen | Brankáři                    | Danny aus den Birken                                                          | Rozhodčí: Olivier Gouin Jozef Kubuš Čároví: Nicolas Fluri Vít Lederer |
| 3:13' Sami Lepistö (Petri Kontiola, Eeli Tolvanen) (PH1) 15:30' Mika Pyörälä (Jani Lajunen, Sakari Manninen) 37:22' Eeli Tolvanen (Teemu Hartikainen, Joonas Kemppainen) (PH1) 38:43' Lasse Kukkonen (Petri Kontiola, Eeli Tolvanen) 52:48' Joonas Kemppainen (Eeli Tolvanen, Sami Lepistö) (PH1) | 3:13' Sami Lepistö (Petri Kontiola, Eeli Tolvanen) (PH1) 15:30' Mika Pyörälä (Jani Lajunen, Sakari Manninen) 37:22' Eeli Tolvanen (Teemu Hartikainen, Joonas Kemppainen) (PH1) 38:43' Lasse Kukkonen (Petri Kontiola, Eeli Tolvanen) 52:48' Joonas Kemppainen (Eeli Tolvanen, Sami Lepistö) (PH1) | 1:0 1:1 2:1 3:1 4:1 4:2 5:2 | 8:44' Brooks Macek (Christian Ehrhoff, David Wolf) (PH1) 41:51' Frank Hördler | Rozhodčí: Olivier Gouin Jozef Kubuš Čároví: Nicolas Fluri Vít Lederer |
| 10 min | 10 min | Tresty                      | 10 min                                                                        | Rozhodčí: Olivier Gouin Jozef Kubuš Čároví: Nicolas Fluri Vít Lederer |
| 20 | 20 | Střely                      | 24                                                                            | Rozhodčí: Olivier Gouin Jozef Kubuš Čároví: Nicolas Fluri Vít Lederer |

| 15. února 2018 16:40 | Norsko | 0:4 (0:2, 0:0, 0:2) | Švédsko | Hokejový stadion Kangnung Návštěvnost: 3 961 |  |

| Report      |             |                 | |                                                                         |
| Lars Haugen | Lars Haugen | Brankáři        | Viktor Fasth | Rozhodčí: Roman Gofman Tobias Wehrli Čároví: Gleb Lazarev Judson Ritter |
|             |             | 0:1 0:2 0:3 0:4 | 5:29' Pär Lindholm (Linus Omark, Oscar Moller) 16:46' Anton Lander (Simon Bertilsson) 48:42' Dennis Everberg (Linus Omark, Johan Fransson) 49:04' Mikael Wikstrand (Linus Omark, Dennis Everberg) | Rozhodčí: Roman Gofman Tobias Wehrli Čároví: Gleb Lazarev Judson Ritter |
| 14 min      | 14 min      | Tresty          | 12 min | Rozhodčí: Roman Gofman Tobias Wehrli Čároví: Gleb Lazarev Judson Ritter |
| 17          | 17          | Střely          | 27 | Rozhodčí: Roman Gofman Tobias Wehrli Čároví: Gleb Lazarev Judson Ritter |

| 16. února 2018 21:10 | Finsko | 5:1 (1:1, 1:0, 3:0) | Norsko | Hokejový stadion Kangnung Návštěvnost: 4 180 |  |

| Report | |                         |                                                             |                                                                         |
| Mikko Koskinen | Mikko Koskinen | Brankáři                | Lars Haugen                                                 | Rozhodčí: Jan Hribik Brett Iverson Čároví: Jimmy Dahmen Fraser McIntyre |
| 16:36' Eeli Tolvanen (Sami Lepistö) (PH1) 25:32' Eeli Tolvanen (Jukka Peltola) 42:59' Veli-Matti Savinainen (Jarno Koskiranta) 47:54' Sami Lepistö (Petri Kontiola) (PH1) 56:48' Sakari Manninen (Petri Kontiola) | 16:36' Eeli Tolvanen (Sami Lepistö) (PH1) 25:32' Eeli Tolvanen (Jukka Peltola) 42:59' Veli-Matti Savinainen (Jarno Koskiranta) 47:54' Sami Lepistö (Petri Kontiola) (PH1) 56:48' Sakari Manninen (Petri Kontiola) | 0:1 1:1 2:1 3:1 4:1 5:1 | 6:29' Patrick Thoresen (Tommy Kristiansen, Ken André Olimb) | Rozhodčí: Jan Hribik Brett Iverson Čároví: Jimmy Dahmen Fraser McIntyre |
| 8 min | 8 min | Tresty                  | 12 min                                                      | Rozhodčí: Jan Hribik Brett Iverson Čároví: Jimmy Dahmen Fraser McIntyre |
| 30 | 30 | Střely                  | 22                                                          | Rozhodčí: Jan Hribik Brett Iverson Čároví: Jimmy Dahmen Fraser McIntyre |

| 16. února 2018 21:10 | Švédsko | 1:0 (1:0, 0:0, 0:0) | Německo | Hokejový stadion Kangnung Návštěvnost: 3 077 |  |

| Report                                                         |                                                                |          |                |                                                                                  |
| Jhonas Enroth                                                  | Jhonas Enroth                                                  | Brankáři | Timo Pielmeier | Rozhodčí: Timothy Mayer Konstantin Olenin Čároví: Roman Kaderli Nathan Vanoosten |
| 2:00' Viktor Stålberg (Patrik Zackrisson, Alexander Bergstrom) | 2:00' Viktor Stålberg (Patrik Zackrisson, Alexander Bergstrom) | 1:0      |                | Rozhodčí: Timothy Mayer Konstantin Olenin Čároví: Roman Kaderli Nathan Vanoosten |
| 10 min                                                         | 10 min                                                         | Tresty   | 6 min          | Rozhodčí: Timothy Mayer Konstantin Olenin Čároví: Roman Kaderli Nathan Vanoosten |
| 26                                                             | 26                                                             | Střely   | 28             | Rozhodčí: Timothy Mayer Konstantin Olenin Čároví: Roman Kaderli Nathan Vanoosten |

| 18. února 2018 12:10 | Německo | 2:1 SN (0:0, 1:0, 0:1, 0:0, 1:0) | Norsko | Hokejový stadion Kangnung Návštěvnost: 5 534 |  |

| Report                                                                                                | |                                        | |                                                                              |
| Danny aus den Birken                                                                                  | Danny aus den Birken                                                                                  | Brankáři                               | Lars Haugen | Rozhodčí: Mark Lemelin Anssi Salonen Čároví: Jimmy Dahmen Alexander Otmakhov |
| 32:53' Patrick Hager (Dominik Kahun, Brooks Macek) (PH1) Patrick Hager Matthias Plachta Dominik Kahun | 32:53' Patrick Hager (Dominik Kahun, Brooks Macek) (PH1) Patrick Hager Matthias Plachta Dominik Kahun | 1:0 1:1 Samostatné nájezdy 1:0 2:0 3:0 | 45:19' Alexander Reichenberg (Jonas Holøs, Anders Bastiansen) Anders Bastiansen Alexander Reichenberg Mathis Olimb | Rozhodčí: Mark Lemelin Anssi Salonen Čároví: Jimmy Dahmen Alexander Otmakhov |
| 10 min                                                                                                | 10 min                                                                                                | Tresty                                 | 35 min | Rozhodčí: Mark Lemelin Anssi Salonen Čároví: Jimmy Dahmen Alexander Otmakhov |
| 37 | 37 | Střely                                 | 29 | Rozhodčí: Mark Lemelin Anssi Salonen Čároví: Jimmy Dahmen Alexander Otmakhov |

| 18. února 2018 21:10 | Švédsko | 3:1 (1:0, 0:1, 2:0) | Finsko | Hokejový stadion Kwangdong Návštěvnost: 3861 |  |

| Report | |                 |                                                            |                                                                                |
| Viktor Fasth | Viktor Fasth | Brankáři        | Mikko Koskinen                                             | Rozhodčí: Antonín Jeřábek Olivier Gouin Čároví: Roman Kaderli Lukas Kohlmüller |
| 14:53' Anton Lander (Linus Omark, Viktor Fasth) 14:53' Patrik Zackrisson (Johan Fransson) 59:55' Oscar Möller (Linus Omark) (PH1, PB) | 14:53' Anton Lander (Linus Omark, Viktor Fasth) 14:53' Patrik Zackrisson (Johan Fransson) 59:55' Oscar Möller (Linus Omark) (PH1, PB) | 1:0 1:1 2:1 3:1 | 21:32' Joonas Kemppainen (Miika Koivisto, Julius Junttila) | Rozhodčí: Antonín Jeřábek Olivier Gouin Čároví: Roman Kaderli Lukas Kohlmüller |
| 10 min | 10 min | Tresty          | 14 min                                                     | Rozhodčí: Antonín Jeřábek Olivier Gouin Čároví: Roman Kaderli Lukas Kohlmüller |
| 23 | 23 | Střely          | 19                                                         | Rozhodčí: Antonín Jeřábek Olivier Gouin Čároví: Roman Kaderli Lukas Kohlmüller |

### Souhrnná tabulka po základní části
| Umístění | Tým                   | Skupina | #  | Z | B | +/- | GV | Žebříček IIHF |
| -------- | --------------------- | ------- | -- | - | - | --- | -- | ------------- |
| 1        | Švédsko               | C       | 1. | 3 | 9 | +7  | 8  | 3.            |
| 2        | Česko                 | A       | 1. | 3 | 8 | +5  | 9  | 6.            |
| 3        | Olymp. sport. z Ruska | B       | 1. | 3 | 6 | +9  | 14 | 2.            |
| 4        | Kanada                | A       | 2. | 3 | 7 | +7  | 11 | 1.            |
| 5        | Finsko                | C       | 2. | 3 | 6 | +5  | 11 | 4.            |
| 6        | Slovinsko             | B       | 2. | 3 | 4 | −4  | 8  | 14.           |
| 7        | USA                   | B       | 3. | 3 | 4 | −4  | 4  | 5.            |
| 8        | Švýcarsko             | A       | 3. | 3 | 3 | +1  | 10 | 7.            |
| 9        | Německo               | C       | 3. | 3 | 2 | −3  | 4  | 13.           |
| 10       | Slovensko             | B       | 4. | 3 | 4 | −1  | 6  | 8.            |
| 11       | Norsko                | C       | 4. | 3 | 1 | −9  | 2  | 11.           |
| 12       | Jižní Korea           | A       | 4. | 3 | 0 | −13 | 1  | 23.           |

## Pavouk
|  | Předkolo | Předkolo    | Předkolo                     |      |                              | Čtvrtfinále | Čtvrtfinále   | Čtvrtfinále   |               |   | Semifinále                   | Semifinále | Semifinále |   |                              | Finále | Finále | Finále |
|  |          |             |                              |      |                              |             |               |               |               |   |                              |            |            |   |                              |        |        |        |
|  | 1        | Švédsko     |                              |      |                              |             |               |               |               |   |                              |            |            |   |                              |        |        |        |
|  |          |             |                              |      |                              |             |               |               |               |   |                              |            |            |   |                              |        |        |        |
|  |          | 1           | Švédsko                      | 3    |                              |             |               |               |               |   |                              |            |            |   |                              |        |        |        |
|  |          |             |                              | 3    |                              |             |               |               |               |   |                              |            |            |   |                              |        |        |        |
|  |          | 9           | Německo                      | 4 PP |                              |             |               |               |               |   |                              |            |            |   |                              |        |        |        |
|  | 8        | 9           | Německo                      | 4 PP | Švýcarsko                    | 1           |               |               |               |   |                              |            |            |   |                              |        |        |        |
|  | 8        |             |                              |      | Švýcarsko                    | 1           |               |               |               |   |                              |            |            |   |                              |        |        |        |
|  | 9        | Německo     | 2 PP                         |      |                              |             |               |               |               |   |                              |            |            |   |                              |        |        |        |
|  | 9        | Německo     | 2 PP                         |      |                              |             |               |               |               | 9 | Německo                      | 4          |            |   |                              |        |        |        |
|  |          |             |                              |      |                              |             |               |               |               | 9 | Německo                      | 4          |            |   |                              |        |        |        |
|  |          | 4           | Kanada                       | 3    |                              |             |               |               |               |   |                              |            |            |   |                              |        |        |        |
|  | 5        | 4           | Kanada                       | 3    | Finsko                       | 5           |               |               |               |   |                              |            |            |   |                              |        |        |        |
|  | 5        |             |                              |      | Finsko                       | 5           |               |               |               |   |                              |            |            |   |                              |        |        |        |
|  | 12       | Jižní Korea | 2                            |      |                              |             |               |               |               |   |                              |            |            |   |                              |        |        |        |
|  | 12       | Jižní Korea | 2                            |      | 5                            | Finsko      | 0             |               |               |   |                              |            |            |   |                              |        |        |        |
|  |          |             |                              |      | 5                            | Finsko      | 0             |               |               |   |                              |            |            |   |                              |        |        |        |
|  |          | 4           | Kanada                       | 1    |                              |             |               |               |               |   |                              |            |            |   |                              |        |        |        |
|  |          | 4           | Kanada                       | 1    |                              |             |               |               |               |   |                              |            |            |   |                              |        |        |        |
|  |          |             |                              |      |                              |             |               |               |               |   |                              |            |            |   |                              |        |        |        |
|  | 4        | Kanada      |                              |      |                              |             |               |               |               |   |                              |            |            |   |                              |        |        |        |
|  | 4        | Kanada      |                              |      |                              |             |               |               |               |   |                              |            |            | 3 | Olympijští sportovci z Ruska | 4      |        |        |
|  |          |             |                              |      |                              |             |               |               |               |   |                              |            |            | 3 | Olympijští sportovci z Ruska | 4      |        |        |
|  |          | 9           | Německo                      | 3 PP |                              |             |               |               |               |   |                              |            |            |   |                              |        |        |        |
|  | 3        | 9           | Německo                      | 3 PP | Olympijští sportovci z Ruska |             |               |               |               |   |                              |            |            |   |                              |        |        |        |
|  | 3        |             |                              |      | Olympijští sportovci z Ruska |             |               |               |               |   |                              |            |            |   |                              |        |        |        |
|  |          |             |                              |      |                              |             |               |               |               |   |                              |            |            |   |                              |        |        |        |
|  |          | 3           | Olympijští sportovci z Ruska | 6    |                              |             |               |               |               |   |                              |            |            |   |                              |        |        |        |
|  |          |             |                              | 6    |                              |             |               |               |               |   |                              |            |            |   |                              |        |        |        |
|  |          | 11          | Norsko                       | 1    |                              |             |               |               |               |   |                              |            |            |   |                              |        |        |        |
|  | 6        | 11          | Norsko                       | 1    | Slovinsko                    | 1           |               |               |               |   |                              |            |            |   |                              |        |        |        |
|  | 6        |             |                              |      | Slovinsko                    | 1           |               |               |               |   |                              |            |            |   |                              |        |        |        |
|  | 11       | Norsko      | 2 PP                         |      |                              |             |               |               |               |   |                              |            |            |   |                              |        |        |        |
|  | 11       | Norsko      | 2 PP                         |      |                              |             |               |               |               | 3 | Olympijští sportovci z Ruska | 3          |            |   |                              |        |        |        |
|  |          |             |                              |      |                              |             |               |               |               | 3 | Olympijští sportovci z Ruska | 3          |            |   |                              |        |        |        |
|  |          | 2           | Česko                        | 0    |                              |             | O třetí místo | O třetí místo | O třetí místo |   |                              |            |            |   |                              |        |        |        |
|  | 7        | 2           | Česko                        | 0    | USA                          | 5           | O třetí místo | O třetí místo | O třetí místo |   |                              |            |            |   |                              |        |        |        |
|  | 7        |             |                              |      | USA                          | 5           |               |               |               |   |                              |            |            |   |                              |        |        |        |
|  | 10       | Slovensko   | 1                            |      |                              |             |               |               |               |   |                              |            |            |   |                              |        |        |        |
|  | 10       | Slovensko   | 1                            |      | 7                            | USA         | 2             |               |               |   |                              |            |            | 2 | Česko                        | 4      |        |        |
|  |          |             |                              |      | 7                            | USA         | 2             |               |               |   |                              |            |            | 2 | Česko                        | 4      |        |        |
|  |          | 2           | Česko                        | 3 SN |                              |             |               |               |               |   |                              | 4          | Kanada     | 6 |                              |        |        |        |
|  |          | 2           | Česko                        | 3 SN |                              |             |               |               |               |   |                              | 4          | Kanada     | 6 |                              |        |        |        |
|  |          |             |                              |      |                              |             |               |               |               |   |                              |            |            |   |                              |        |        |        |
|  | 2        | Česko       |                              |      |                              |             |               |               |               |   |                              |            |            |   |                              |        |        |        |

## Předkolo play off
Všechny časy jsou místní (UTC+9), tj. SEČ+8.
| 20. února 2018 12:10 | USA | 5:1 (0.0, 3:1, 2:0) | Slovensko | Hokejový stadion Kangnung Návštěvnost: 6 391 |  |

| Report | |                         |                                                             |                                                                                |
| Ryan Zapolski | Ryan Zapolski | Brankáři                | Ján Laco                                                    | Rozhodčí: Aleksi Rantala Anssi Salonen Čároví: Henrik Pihlblad Sakari Suominen |
| 21:36' Ryan Donato (Matt Gilroy, Troy Terry) 22:20' James Wisniewski (Troy Terry) (PH2) 33:30' Mark Arcobello (Troy Terry) 49:52' Garrett Roe (Broc Little, Brian O'Neill) 56:46' Ryan Donato (James Wisniewski) (PH1) | 21:36' Ryan Donato (Matt Gilroy, Troy Terry) 22:20' James Wisniewski (Troy Terry) (PH2) 33:30' Mark Arcobello (Troy Terry) 49:52' Garrett Roe (Broc Little, Brian O'Neill) 56:46' Ryan Donato (James Wisniewski) (PH1) | 1:0 2:0 3:0 3:1 4:1 5:1 | 36:54' Peter Čerešňák (Dominik Graňák, Ladislav Nagy) (PH1) | Rozhodčí: Aleksi Rantala Anssi Salonen Čároví: Henrik Pihlblad Sakari Suominen |
| 8 min | 8 min | Tresty                  | 33 min                                                      | Rozhodčí: Aleksi Rantala Anssi Salonen Čároví: Henrik Pihlblad Sakari Suominen |
| 33 | 33 | Střely                  | 23                                                          | Rozhodčí: Aleksi Rantala Anssi Salonen Čároví: Henrik Pihlblad Sakari Suominen |

| 20. února 2018 16:40 | Slovinsko | 1:2 PP (1:0, 0:0, 0:1 - 0:1) | Norsko | Hokejový stadion Kangnung Návštěvnost: 6 312 |  |

| Report                             |                                    |             | |                                                                              |
| Gašper Krošelj                     | Gašper Krošelj                     | Brankáři    | Lars Haugen | Rozhodčí: Daniel Stricker Tobias Wehrli Čároví: Vít Lederer Miroslav Lhotský |
| 6:38' Jan Urbas (Jan Muršak) (PH1) | 6:38' Jan Urbas (Jan Muršak) (PH1) | 1:0 1:1 1:2 | 43:06' Tommy Kristiansen (Martin Røymark, Anders Bastiansen) 63:06' Alexander Bonsaksen (Mats Rosseli Olsen, Patrick Thoresen) | Rozhodčí: Daniel Stricker Tobias Wehrli Čároví: Vít Lederer Miroslav Lhotský |
| 4 min                              | 4 min                              | Tresty      | 12 min | Rozhodčí: Daniel Stricker Tobias Wehrli Čároví: Vít Lederer Miroslav Lhotský |
| 34                                 | 34                                 | Střely      | 26 | Rozhodčí: Daniel Stricker Tobias Wehrli Čároví: Vít Lederer Miroslav Lhotský |

| 20. února 2018 21:10 | Finsko | 5:2 (1:0, 2:2, 2:0) | Jižní Korea | Hokejový stadion Kangnung Návštěvnost: 5 409 |  |

| Report | |                             |                                                                                     |                                                                         |
| Mikko Koskinen | Mikko Koskinen | Brankáři                    | Matt Dalton                                                                         | Rozhodčí: Roman Gofman Timothy Mayer Čároví: Nicolas Fluri Gleb Lazarev |
| 4:42' Petri Kontiola (Eeli Tolvanen, Joonas Kemppainen) (PH1) 23:44' Petri Kontiola (Sami Lepistö, Eeli Tolvanen) (PH1) 26:23' Miro Heiskanen (Eeli Tolvanen) 47:20' Juuso Hietanen (Oskar Osala, Veli-Matti Savinainen) (PH1) 59:53' Sakari Manninen (Juuso Hietanen, Jarno Koskiranta) (PB) | 4:42' Petri Kontiola (Eeli Tolvanen, Joonas Kemppainen) (PH1) 23:44' Petri Kontiola (Sami Lepistö, Eeli Tolvanen) (PH1) 26:23' Miro Heiskanen (Eeli Tolvanen) 47:20' Juuso Hietanen (Oskar Osala, Veli-Matti Savinainen) (PH1) 59:53' Sakari Manninen (Juuso Hietanen, Jarno Koskiranta) (PB) | 1:0 2:0 3:0 3:1 3:2 4:2 5:2 | 30:06' Brock Radunske (Eric Regan, Kim Sang-uk) 32:09' Ahn Jin-Hui (Shin Sang-Hoon) | Rozhodčí: Roman Gofman Timothy Mayer Čároví: Nicolas Fluri Gleb Lazarev |
| 2 min | 2 min | Tresty                      | 8 min                                                                               | Rozhodčí: Roman Gofman Timothy Mayer Čároví: Nicolas Fluri Gleb Lazarev |
| 36 | 36 | Střely                      | 19                                                                                  | Rozhodčí: Roman Gofman Timothy Mayer Čároví: Nicolas Fluri Gleb Lazarev |

| 20. února 2018 21:10 | Švýcarsko | 1:2 PP (0:1, 1:0, 0:0, - 0:1) | Německo | Hokejový stadion Kwangdong Návštěvnost: 2 878 |  |

| Report                                         |                                                |             | |                                                                          |
| Jonas Hiller                                   | Jonas Hiller                                   | Brankáři    | Danny aus den Birken                                                                                              | Rozhodčí: Jan Hribik Linus Öhlund Čároví: Fraser McIntyre Hannu Sormunen |
| 23:40' Simon Moser (Andres Ambühl, Pius Suter) | 23:40' Simon Moser (Andres Ambühl, Pius Suter) | 0:1 1:1 1:2 | 1:19' Leonhard Pföderl (Frank Hördler, Patrick Hager) (PH1) 60:26' Yannic Seidenberg (Dominik Kahun, Frank Mauer) | Rozhodčí: Jan Hribik Linus Öhlund Čároví: Fraser McIntyre Hannu Sormunen |
| 29 min                                         | 29 min                                         | Tresty      | 12 min | Rozhodčí: Jan Hribik Linus Öhlund Čároví: Fraser McIntyre Hannu Sormunen |
| 21                                             | 21                                             | Střely      | 25 | Rozhodčí: Jan Hribik Linus Öhlund Čároví: Fraser McIntyre Hannu Sormunen |

## Čtvrtfinále
Všechny časy jsou místní (UTC+9), tj. SEČ+8.
| 21. února 2018 12:10 | Česko | 3:2 SN (1:1, 1:1, 0:0, 0:0, 1:0) | USA | Hokejový stadion Kangnung Návštěvnost: 2948 |  |

| Report | |                                            | |                                                                           |
| Pavel Francouz | Pavel Francouz | Brankáři                                   | Ryan Zapolski | Rozhodčí: Olivier Gouin Linus Öhlund Čároví: Roman Kaderli Hannu Sormunen |
| 15:12' Jan Kolář II (Jan Kovář) 28:14' Tomáš Kundrátek (Martin Růžička, Vojtěch Mozík) Martin Růžička Petr Koukal Jan Kovář Dominik Kubalík Tomáš Kundrátek | 15:12' Jan Kolář II (Jan Kovář) 28:14' Tomáš Kundrátek (Martin Růžička, Vojtěch Mozík) Martin Růžička Petr Koukal Jan Kovář Dominik Kubalík Tomáš Kundrátek | 0:1 1:1 2:1 2:2 Samostatné nájezdy 0:0 1:0 | 6:20' Ryan Donato (Troy Terry) 30:23' Jim Slater (Brian O'Neill) (VO1) Chris Bourque Ryan Donato Mark Arcobello Troy Terry Bobby Butler | Rozhodčí: Olivier Gouin Linus Öhlund Čároví: Roman Kaderli Hannu Sormunen |
| 10 min | 10 min | Tresty                                     | 8 min | Rozhodčí: Olivier Gouin Linus Öhlund Čároví: Roman Kaderli Hannu Sormunen |
| 29 | 29 | Střely                                     | 20 | Rozhodčí: Olivier Gouin Linus Öhlund Čároví: Roman Kaderli Hannu Sormunen |

| 21. února 2018 16:40 | Olympijští sportovci z Ruska | 6:1 (3:0, 2:1, 1:0) | Norsko | Hokejový stadion Kangnung Návštěvnost: 3 553 |  |

| Report | |                             |                                                            |                                                                           |
| Vasilij Košečkin | Vasilij Košečkin | Brankáři                    | Lars Haugen (od 20. min. Henrik Haukeland)                 | Rozhodčí: Jan Hribik Timothy Mayer Čároví: Lukas Kohlmüller Judson Ritter |
| 8:54' Michail Grigorenko (Ilja Kablukov, Ivan Telegin) 13:25' Nikita Gusev (Sergej Mozjakin, Pavel Dacjuk) (PH1) 19:20' Vyacheslav Vojnov (Nikita Gusev, Kirill Kaprizov) 28:35' Sergej Kalinin (Ilja Kovalčuk, Vyacheslav Vojnov) (PH1) 33:06' Nikita Něstěrov (Nikita Gusev, Pavel Dacjuk) (PH1) 53:15' Ivan Telegin (Michail Grigorenko, Ilja Kablukov) | 8:54' Michail Grigorenko (Ilja Kablukov, Ivan Telegin) 13:25' Nikita Gusev (Sergej Mozjakin, Pavel Dacjuk) (PH1) 19:20' Vyacheslav Vojnov (Nikita Gusev, Kirill Kaprizov) 28:35' Sergej Kalinin (Ilja Kovalčuk, Vyacheslav Vojnov) (PH1) 33:06' Nikita Něstěrov (Nikita Gusev, Pavel Dacjuk) (PH1) 53:15' Ivan Telegin (Michail Grigorenko, Ilja Kablukov) | 1:0 2:0 3:0 3:1 4:1 5:1 6:1 | 27:21' Alexander Bonsaksen (Mathis Olimb, Ken André Olimb) | Rozhodčí: Jan Hribik Timothy Mayer Čároví: Lukas Kohlmüller Judson Ritter |
| 10 min | 10 min | Tresty                      | 10 min                                                     | Rozhodčí: Jan Hribik Timothy Mayer Čároví: Lukas Kohlmüller Judson Ritter |
| 32 | 32 | Střely                      | 14                                                         | Rozhodčí: Jan Hribik Timothy Mayer Čároví: Lukas Kohlmüller Judson Ritter |

| 21. února 2018 21:10 | Kanada | 1:0 (0:0, 0:0, 1:0) | Finsko | Hokejový stadion Kangnung Návštěvnost: 2265 |  |

| Report                                  |                                         |          |                |                                                                                  |
| Ben Scrivens (od 25. min. Kevin Poulin) | Ben Scrivens (od 25. min. Kevin Poulin) | Brankáři | Mikko Koskinen | Rozhodčí: Antonín Jeřábek Konstantin Olenin Čároví: Gleb Lazarev Henrik Pihlblad |
| 40:55' Maxim Noreau (Eric O'Dell)       | 40:55' Maxim Noreau (Eric O'Dell)       | 1:0      |                | Rozhodčí: Antonín Jeřábek Konstantin Olenin Čároví: Gleb Lazarev Henrik Pihlblad |
| 6 min                                   | 6 min                                   | Tresty   | 4 min          | Rozhodčí: Antonín Jeřábek Konstantin Olenin Čároví: Gleb Lazarev Henrik Pihlblad |
| 30                                      | 30                                      | Střely   | 21             | Rozhodčí: Antonín Jeřábek Konstantin Olenin Čároví: Gleb Lazarev Henrik Pihlblad |

| 21. února 2018 21:10 | Švédsko | 3:4 PP (0:2, 0:0, 3:1, 0:1) | Německo | Hokejový stadion Kwangdong Návštěvnost: 2 092 |  |

| Report | |                             | |                                                                                 |
| Viktor Fasth | Viktor Fasth | Brankáři                    | Danny aus den Birken | Rozhodčí: Mark Lemelin Aleksi Rantala Čároví: Miroslav Lhotský Nathan Vanoosten |
| 46:25' Anton Lander (Rasmus Dahlin, Linus Omark) 49:35' Patrik Hersley (Linus Omark, Mikael Wikstrand) (PH1) 51:37' Mikael Wikstrand (Patrik Zackrisson) | 46:25' Anton Lander (Rasmus Dahlin, Linus Omark) 49:35' Patrik Hersley (Linus Omark, Mikael Wikstrand) (PH1) 51:37' Mikael Wikstrand (Patrik Zackrisson) | 0:1 0:2 1:2 1:3 2:3 3:3 3:4 | 13:48' Christian Ehrhoff (Patrick Hager, Felix Schütz) (PH1) 14:17' Marcel Noebels (Marcus Kink) 48:28' Dominik Kahun (Frank Mauer) 61:30' Patrick Reimer (Yasin Ehliz, Daryl Boyle) | Rozhodčí: Mark Lemelin Aleksi Rantala Čároví: Miroslav Lhotský Nathan Vanoosten |
| 4 min | 4 min | Tresty                      | 6 min | Rozhodčí: Mark Lemelin Aleksi Rantala Čároví: Miroslav Lhotský Nathan Vanoosten |
| 34 | 34 | Střely                      | 25 | Rozhodčí: Mark Lemelin Aleksi Rantala Čároví: Miroslav Lhotský Nathan Vanoosten |

## Semifinále
Všechny časy jsou místní (UTC+9), tj. SEČ+8.
| 23. února 2018 16:40 | Česko | 0:3 (0:0, 0:2, 0:1) | Olympijští sportovci z Ruska | Hokejový stadion Kangnung Návštěvnost: 4 057 |  |

| Report         |                |             | |                                                                           |
| Pavel Francouz | Pavel Francouz | Brankáři    | Vasilij Košečkin | Rozhodčí: Brett Iverson Mark Lemelin Čároví: Jimmy Dahmen Sakari Suominen |
|                |                | 0:1 0:2 0:3 | 27:47' Nikita Gusev (Pavel Dacjuk) 28:14' Vladislav Gavrikov (Ivan Telegin, Mikhail Grigorenko) 59:39' Ilja Kovalčuk (Artyom Zub, Andrej Zubarev) (PB) | Rozhodčí: Brett Iverson Mark Lemelin Čároví: Jimmy Dahmen Sakari Suominen |
| 6 min          | 6 min          | Tresty      | 10 min | Rozhodčí: Brett Iverson Mark Lemelin Čároví: Jimmy Dahmen Sakari Suominen |
| 31             | 31             | Střely      | 22 | Rozhodčí: Brett Iverson Mark Lemelin Čároví: Jimmy Dahmen Sakari Suominen |

| 23. února 2018 21:10 | Kanada | 3:4 (0:1, 1:3, 2:0) | Německo | Hokejový stadion Kangnung Návštěvnost: 4 057 |  |

| Report | |                             | |                                                                                |
| Kevin Poulin | Kevin Poulin | Brankáři                    | Danny aus den Birken | Rozhodčí: Jozef Kubuš Timothy Mayer Čároví: Fraser McIntyre Alexander Otmakhov |
| 28:17' Gilbert Brulé (Chris Lee, Maxim Noreau) (PH1) 42:42' Mat Robinson (Christian Thomas, Mason Raymond) 49:42' Derek Roy (Chris Lee, Maxim Noreau) (PH1) | 28:17' Gilbert Brulé (Chris Lee, Maxim Noreau) (PH1) 42:42' Mat Robinson (Christian Thomas, Mason Raymond) 49:42' Derek Roy (Chris Lee, Maxim Noreau) (PH1) | 0:1 0:2 0:3 1:3 1:4 2:4 3:4 | 14:43' Brooks Macek (Dominik Kahun) (PH2) 23:21' Matthias Plachta (Patrick Hager) 26:49' Frank Mauer (Marcel Goc, David Wolf) 32:31' Patrick Hager (Matthias Plachta, Felix Schütz) (PH1) | Rozhodčí: Jozef Kubuš Timothy Mayer Čároví: Fraser McIntyre Alexander Otmakhov |
| 35 min | 35 min | Tresty                      | 16 min | Rozhodčí: Jozef Kubuš Timothy Mayer Čároví: Fraser McIntyre Alexander Otmakhov |
| 31 | 31 | Střely                      | 15 | Rozhodčí: Jozef Kubuš Timothy Mayer Čároví: Fraser McIntyre Alexander Otmakhov |

## O 3. místo
Všechny časy jsou místní (UTC+9), tj. SEČ+8.
| 24. února 2018 21:10 | Česko | 4:6 (1:3, 0:0, 3:3) | Kanada | Hokejový stadion Kangnung Návštěvnost: 4 807 |  |

| Report | |                                         | |                                                                                      |
| Pavel Francouz | Pavel Francouz | Brankáři                                | Kevin Poulin | Rozhodčí: Timothy Mayer Konstantin Olenin Čároví: Fraser McIntyre Alexander Otmakhov |
| 9:13' Martin Růžička (Roman Červenka) 46:36' Jan Kovář (Roman Horák, Michal Řepík) 56:26' Roman Červenka (Jakub Nakládal, Tomáš Mertl) 57:55' Roman Červenka (Roman Horák, Vojtěch Mozík) (PH1) | 9:13' Martin Růžička (Roman Červenka) 46:36' Jan Kovář (Roman Horák, Michal Řepík) 56:26' Roman Červenka (Jakub Nakládal, Tomáš Mertl) 57:55' Roman Červenka (Roman Horák, Vojtěch Mozík) (PH1) | 0:1 1:1 1:2 1:3 1:4 2:4 2:5 2:6 3:6 4:6 | 8:57' Andrew Ebbett (Mat Robinson, Marc-André Gragnani) (PH1) 9:28' Chris Kelly (Cody Goloubef, Rob Klinkhammer) 15:57' Derek Roy (Brandon Kozun, René Bourque) 45:50' Andrew Ebbett (Brandon Kozun, Cody Goloubef) 49:37' Chris Kelly (Rob Klinkhammer) 55:23' Wojtek Wolski (Quinton Howden) | Rozhodčí: Timothy Mayer Konstantin Olenin Čároví: Fraser McIntyre Alexander Otmakhov |
| 4 min | 4 min | Tresty                                  | 6 min | Rozhodčí: Timothy Mayer Konstantin Olenin Čároví: Fraser McIntyre Alexander Otmakhov |
| 34 | 34 | Střely                                  | 26 | Rozhodčí: Timothy Mayer Konstantin Olenin Čároví: Fraser McIntyre Alexander Otmakhov |

## Finále
Všechny časy jsou místní (UTC+9), tj. SEČ+8.
| 25. února 2018 13:10 | Olympijští sportovci z Ruska | 4:3 PP (1:0, 0:1, 2:2, 1:0) | Německo | Hokejový stadion Kangnung Návštěvnost: 5 075 |  |

| Report | |                             | |                                                                            |
| Vasilij Košečkin | Vasilij Košečkin | Brankáři                    | Danny aus den Birken | Rozhodčí: Mark Lemelin Aleksi Rantala Čároví: Jimmy Dahmen Sakari Suominen |
| 19:59' Vyacheslav Vojnov (Nikita Gusev, Kirill Kaprizov) 53:21' Nikita Gusev (Kirill Kaprizov, Pavel Dacjuk) 59:04' Nikita Gusev (Artyom Zub, Kirill Kaprizov) (VO1) 69:40' Kirill Kaprizov (Nikita Gusev, Vyacheslav Vojnov) (PH1) | 19:59' Vyacheslav Vojnov (Nikita Gusev, Kirill Kaprizov) 53:21' Nikita Gusev (Kirill Kaprizov, Pavel Dacjuk) 59:04' Nikita Gusev (Artyom Zub, Kirill Kaprizov) (VO1) 69:40' Kirill Kaprizov (Nikita Gusev, Vyacheslav Vojnov) (PH1) | 1:0 1:1 2:1 2:2 2:3 3:3 4:3 | 29:32' Felix Schütz (Brooks Macek, Patrick Hager) 53:31' Dominik Kahun (Frank Mauer, Yasin Ehliz) 56:44' Jonas Müller (Yasin Ehliz, Frank Hördler) | Rozhodčí: Mark Lemelin Aleksi Rantala Čároví: Jimmy Dahmen Sakari Suominen |
| 4 min | 4 min | Tresty                      | 6 min | Rozhodčí: Mark Lemelin Aleksi Rantala Čároví: Jimmy Dahmen Sakari Suominen |
| 30 | 30 | Střely                      | 25 | Rozhodčí: Mark Lemelin Aleksi Rantala Čároví: Jimmy Dahmen Sakari Suominen |

## Konečné umístění
| Pořadí | Tým                         | Z | V | VP | PP | P | Skóre | B  |          |
| ------ | --------------------------- | - | - | -- | -- | - | ----- | -- | -------- |
|        | Olymp. sport. z Ruska (OAR) | 6 | 4 | 1  | 0  | 1 | 27:9  | 14 | Soupiska |
|        | Německo (GER)               | 7 | 1 | 3  | 1  | 2 | 17:18 | 10 | Soupiska |
|        | Kanada (CAN)                | 6 | 4 | 0  | 1  | 1 | 21:12 | 13 | Soupiska |
| 4.     | Česko                       | 6 | 2 | 2  | 0  | 2 | 16:15 | 10 | Soupiska |
| 5.     | Švédsko                     | 4 | 3 | 0  | 1  | 0 | 11:5  | 10 | Soupiska |
| 6.     | Finsko                      | 5 | 3 | 0  | 0  | 2 | 16:9  | 9  | Soupiska |
| 7.     | USA                         | 5 | 2 | 0  | 2  | 1 | 11:12 | 8  | Soupiska |
| 8.     | Norsko                      | 5 | 0 | 1  | 1  | 3 | 5:18  | 3  | Soupiska |
| 9.     | Slovinsko                   | 4 | 0 | 2  | 1  | 1 | 9:14  | 5  | Soupiska |
| 10.    | Švýcarsko                   | 4 | 1 | 0  | 1  | 2 | 11:11 | 3  | Soupiska |
| 11.    | Slovensko                   | 4 | 1 | 0  | 1  | 2 | 7:12  | 4  | Soupiska |
| 12.    | Jižní Korea                 | 4 | 0 | 0  | 0  | 4 | 3:19  | 0  | Soupiska |